# Вагон-ледник

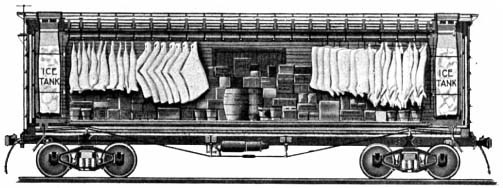
Вагон-ледник. 1870-й год, США

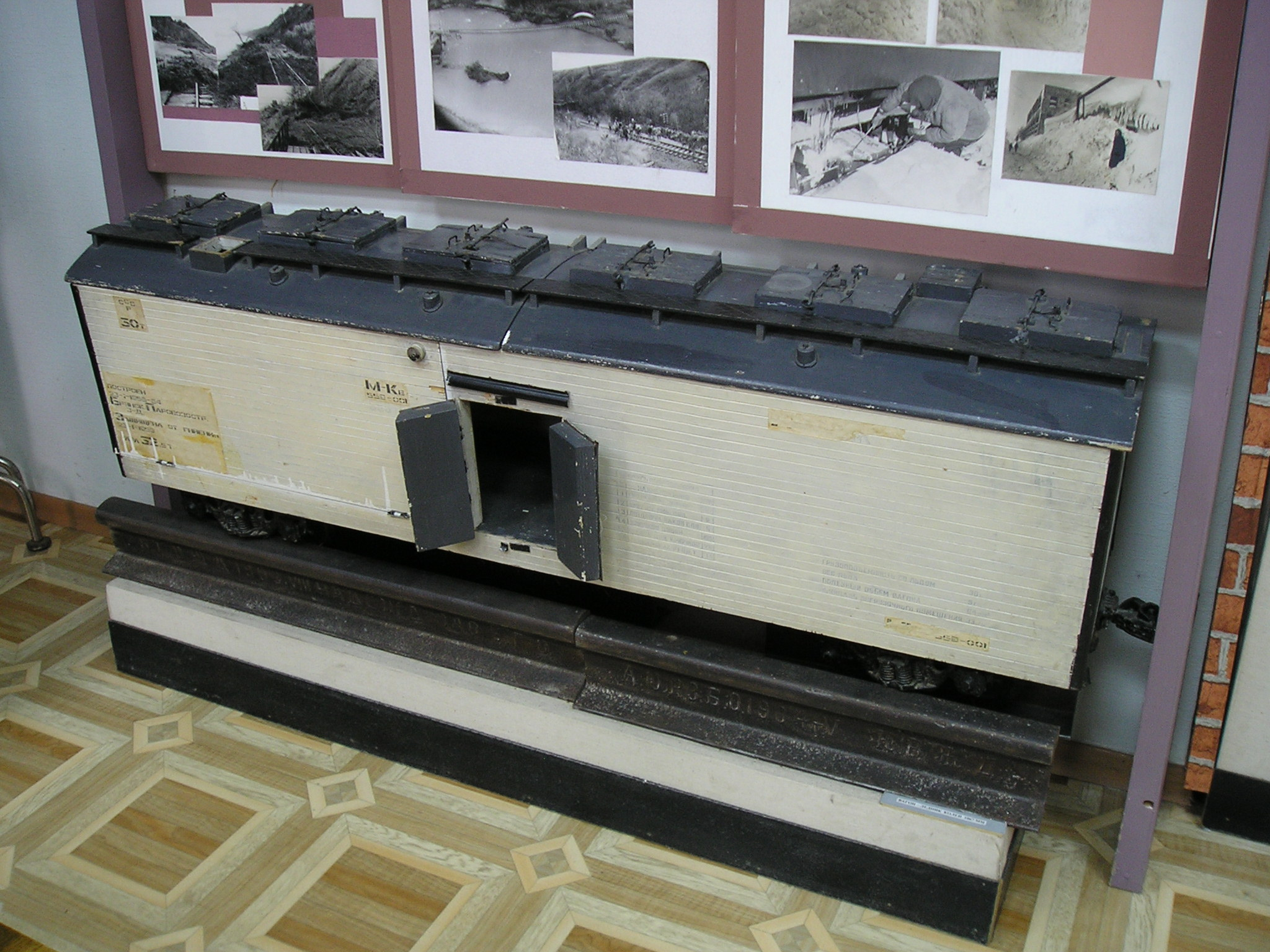
Модель вагона-ледника производства СССР

Ваго́н-ле́дник — крытый грузовой вагон для перевозки скоропортящихся грузов.

## Виды вагонов
Кузов вагона-ледника имеет теплоизоляцию и специальные танки (карманы) для загрузки льдосоляной смеси. На полу вагона находятся инвентарные деревянные решётки, а под ними поддоны и специальные клапаны, обеспечивающие периодический слив растаявшей жидкости.
Существовали два типа вагонов-ледников, в которых карманы для загрузки льда могли размещаться как под крышей вагона, так и в боковых или торцевых стенках вагона.
- Вагоны, имеющие только карманы для льда, могли охладить объём вагона до +2 °C. Вагоны этого типа получили применение главным образом там, где не требовалось получения низких температур (перевозка масла, яиц, молока).
- Вагоны-ледники с танками охлаждались смесью льда и соли за счёт поглощения энергии при фазовом переходе льда в воду в процессе его интенсивного таяния под действием поваренной соли, поэтому охладить пространство вагона удавалось до −3 °C (при 5%-ном соотношении соли ко льду) или до −21 °C (при 33%-ном соотношении)[2]. Соотношение соли ко льду в загружаемой смеси при перевозке разных грузов колебалось от 0 до 30 % и нормировалось Правилами перевозок скоропортящихся грузов, разрабатываемыми и утверждаемыми в МПС[3]. Этими же правилами нормировались и способы расположения груза в вагоне, а также режим проветривания.

## История использования
Первый испытательный пробег холодильного поезда завершился в Санкт-Петербурге 30 сентября 1913 года. Поезд, состоящий из 10 вагонов-ледников, следовал по маршруту: Санкт-Петербург, Москва, Харьков, Ростов-на-Дону, Баку. В пути испортились 10 % яблок, 15 % груш, огурцов, айвы, 0 % гранат, 20 % баклажан, 100 % инжира. Большая часть потерь произошла от неудовлетворительной упаковки. Потери рыбы и мяса составили 0,25 % — 1 %. Специальная комиссия признала необходимым предварительное охлаждение грузов перед отправкой.
Одними из первых в Российской империи вагоны-ледники для перевозки мяса, птицы, рыбы, масла, фруктов стали использовать Московско-Казанская и Рязано-Уральская железные дороги. Обе дороги имели в Москве свои холодильные склады для приёма грузов.
Для обеспечения вагонов-ледников льдосоляной смесью вдоль линий курсирования вагонов через каждые 250—300 км устраивались льдопункты и льдозаводы Обычно льдопункты имелись на тех станциях, где производилась смена или экипировка паровозов. Охлаждённая рыба в вагоне-леднике могла перевозиться на значительные расстояния, поскольку сохранялась в таких вагонах до 12 суток.
Общий парк вагонов-ледников в России на 1907 год оценивался в 2 тысячи. Значительное количество вагонов-ледников было занято для перевозки сливочного масла, производимого в Сибири, в Европейскую часть страны и в Европу (см. Торговля сибирским маслом).
Льдосоляное охлаждение показало свою недостаточную эффективность, и с 1964 года, с переходом на вагоны с машинным охлаждением, строительство вагонов-ледников было прекращено.